# Creu de Can Ràfols dels Caus

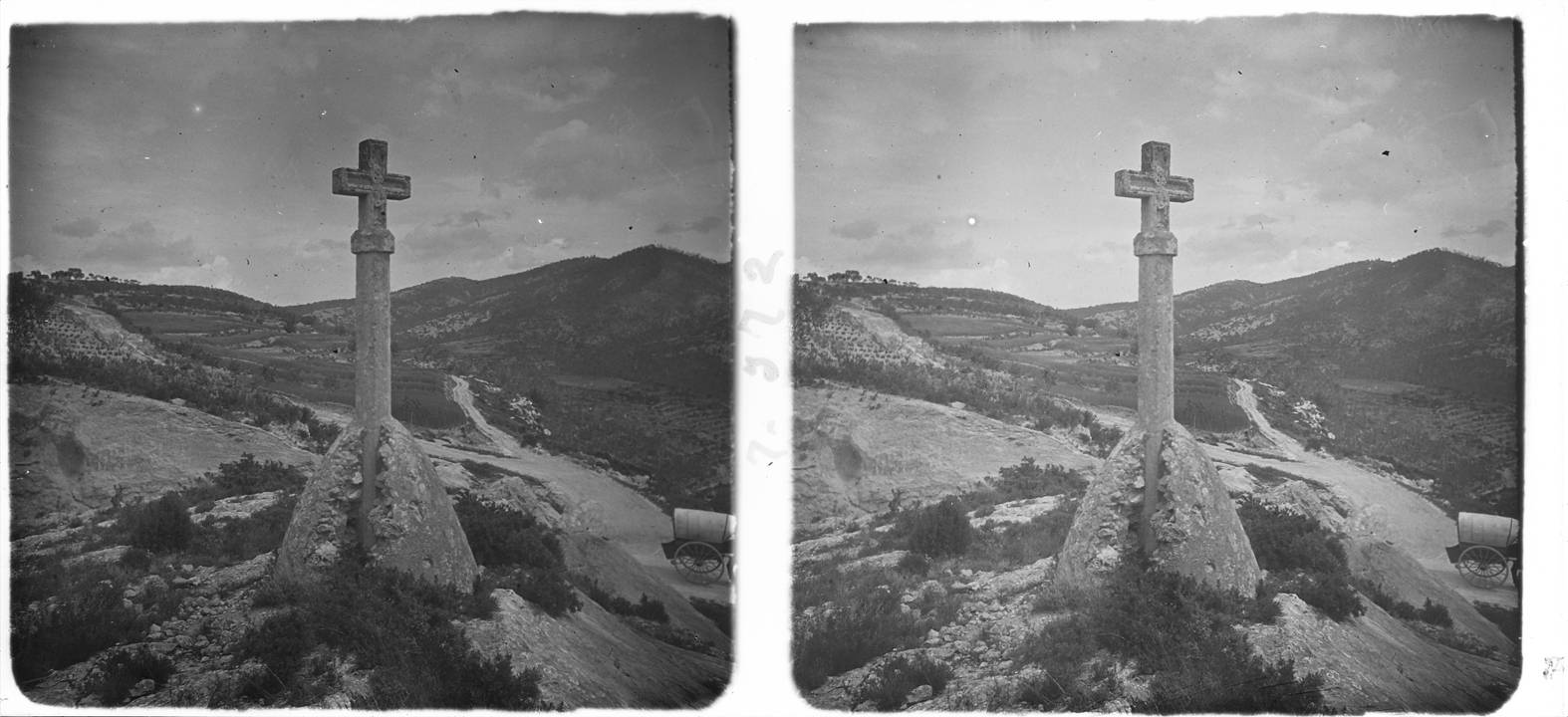
La creu el 1917

La creu de Can Ràfols dels Caus és una creu de terme situada al municipi d'Avinyonet del Penedès (Alt Penedès), prop de la masia de Can Ràfols dels Caus, al costat de la vella carretera d'Olesa de Bonesvalls i de la carrerada.
La creu és d'una sola peça pètria, de forma trevolada, i té fust de pedra de secció poligonal. Està recolzada a sobre d'una base cònica també de pedra amorterada. Presenta una inscripció que diu: 'restaurada el año 1940'. Abans de la restauració era de tall més prismàtic.